# شطیب
شطیب (به عربی: شطیب) یک روستا در سوریه است که در ناحیه تمانعه واقع شده‌است. شطیب ۷۹ نفر جمعیت دارد.